# Charlotte Brontë
Charlotte Brontë (født 21. april 1816, død 31. marts 1855) var den ældste af de tre Brontë-søstre; Emily er den mellemste og Anne den yngste. Hun er den mest produktive af de tre. I 1846 udgav de tre søstre en digtsamling under mandligt pseudonym; Charlottes var Currer Bell.
Deres far var den irskfødte, anglikanske præst Patrick Brontë (1777–1861), der havde antaget navnet Brontë i stedet for det ret ordinære Brunty.

## Eksternt link
- Brontë-søstrene på Forfatterweb.dk
- BrontëBlog

- Wikimedia Commons har flere filer relateret til Charlotte Brontë